# Deep Dead Blue
Albums de Elvis Costello & Bill Frisell
Kojak Variety
(1995) Jake's Progress
(1995)
Deep Dead Blue (1995) est un live d'Elvis Costello et Bill Frisell.

## Liste des titres
| No | Titre             | Auteur                           | Durée |
| -- | ----------------- | -------------------------------- | ----- |
| 1. | Weird Nightmare   | Charles Mingus                   | 3:35  |
| 2. | Love Field        | Elvis Costello                   | 3:24  |
| 3. | Shamed into Love  | Rubén Blades, Costello           | 4:26  |
| 4. | Gigi              | Alan Jay Lerner, Frederick Loewe | 4:16  |
| 5. | Poor Napoleon     | Declan MacManus                  | 4:05  |
| 6. | Baby Plays Around | Cait O'Riordan, MacManus         | 3:08  |
| 7. | Deep Dead Blue    | Costello, Bill Frisell           | 3:51  |

## Personnel
- Elvis Costello - Chant
- Bill Frisell - Guitare